# Primera División (Argentinien) 1940
Die Primera División 1940 war die 10. Spielzeit der argentinischen Fußball-Liga Primera División. Begonnen hatte die Saison am 19. März 1939. Der letzte Spieltag war der 2. Dezember 1939. Als Aufsteiger kam der CA Banfield aus der Primera B Nacional dazu. Die Boca Juniors beendeten die Saison als Meister und wurde damit Nachfolger des CA Independiente. In die Primera B Nacional musste der CA Vélez Sarsfield und die Chacarita Juniors absteigen.

## Abschlusstabelle
| Pl. | Verein                    | Sp. | S  | U | N  | Tore    | Diff. | Punkte |
| --- | ------------------------- | --- | -- | - | -- | ------- | ----- | ------ |
| 1.  | Boca Juniors              | 34  | 24 | 7 | 3  | 087:360 | +51   | 55     |
| 2.  | CA Independiente (M)      | 34  | 20 | 7 | 7  | 090:490 | +41   | 47     |
| 3.  | River Plate               | 34  | 17 | 8 | 9  | 092:540 | +38   | 42     |
| 4.  | CA Huracán                | 34  | 19 | 4 | 11 | 080:620 | +18   | 42     |
| 5.  | Racing Club               | 34  | 18 | 5 | 11 | 084:670 | +17   | 41     |
| 6.  | Estudiantes de La Plata   | 34  | 18 | 3 | 13 | 080:720 | +8    | 39     |
| 7.  | Gimnasia y Esgrima LP     | 34  | 17 | 4 | 13 | 077:860 | −9    | 38     |
| 8.  | CA Newell’s Old Boys      | 34  | 14 | 9 | 11 | 070:610 | +9    | 37     |
| 9.  | CA San Lorenzo de Almagro | 34  | 11 | 8 | 15 | 062:650 | −3    | 30     |
| 10. | CA Banfield (N)           | 34  | 11 | 7 | 16 | 067:650 | +2    | 29     |
| 11. | CA Tigre                  | 34  | 13 | 3 | 18 | 075:860 | −11   | 29     |
| 12. | CA Platense               | 34  | 12 | 5 | 17 | 051:680 | −17   | 29     |
| 13. | CA Rosario Central        | 34  | 11 | 5 | 18 | 060:750 | −15   | 27     |
| 14. | Ferro Carril Oeste        | 34  | 10 | 7 | 17 | 058:760 | −18   | 27     |
| 15. | CA Lanús                  | 34  | 12 | 3 | 19 | 075:970 | −22   | 27     |
| 16. | Club Atlético Atlanta     | 34  | 11 | 4 | 19 | 058:870 | −29   | 26     |
| 17. | CA Vélez Sarsfield        | 34  | 11 | 3 | 20 | 051:830 | −32   | 25     |
| 18. | Chacarita Juniors         | 34  | 8  | 6 | 20 | 038:660 | −28   | 22     |

| (M) | Vorjahres-Meister                                    |
| (N) | Vorjahres-Aufsteiger aus der Primera B Nacional 1939 |

## Meistermannschaft
| Boca Juniors | |
|              | Ricardo Alarcón, Francisco Luis Angeletti, Luis Carniglia, Emeal, Juan Estrada, Bernardo Gandulla, Muñoz Ibáñez, Ernesto Lazzatti, Arcadio López, José Marante, Jaime Sarlanga, Ferenc Sas, Pedro Suárez, Aníbal Tenorio, Claudio Vacca, Víctor Valussi Trainer: Enrique Sobral |

## Torschützenliste
| Pl. | Nat.          | Spieler                | Verein                    | Tore |
| --- | ------------- | ---------------------- | ------------------------- | ---- |
| 1   | Paraguay 1842 | Delfín Benítez Cáceres | Racing Club               | 33   |
| 1   | Spanien 1938  | Isidro Lángara         | CA San Lorenzo de Almagro | 33   |
| 3   | Argentinien   | Ángel Laferrara        | Estudiantes de La Plata   | 30   |
| 4   | Paraguay 1842 | Arsenio Erico          | CA Independiente          | 29   |
| 4   | Argentinien   | Juan Marvezi           | CA Tigre                  | 29   |